# 4875 Ingalls
4875 Ingalls è un asteroide della fascia principale. Scoperto nel 1991, presenta un'orbita caratterizzata da un semiasse maggiore pari a 2,2431157 UA e da un'eccentricità di 0,1790653, inclinata di 5,25550° rispetto all'eclittica.
Dal 25 agosto al 21 novembre 1991, quando 5001 EMP ricevette la denominazione ufficiale, è stato l'asteroide denominato con il più alto numero ordinale. Prima della sua denominazione, il primato era di 4805 Asteropaios.
L'asteroide è dedicato alla scrittrice statunitense Laura Ingalls Wilder.